# Karl Meyer
Karl Meyer (ur. 29 stycznia 1894; zm. 31 grudnia 1917) – niemiecki as myśliwski z czasów I wojny światowej z 8 potwierdzonymi zwycięstwami powietrznymi. Pierwszy as myśliwski morskiego lotnictwa niemieckiego.
Karl Meyer rozpoczął służbę w Seeflugstation Flandern I w Zeebrugge w pierwszych miesiącach 1916 roku. W jednostce wykonywał wszystkie możliwe operacje lotnicze. Brał udział w lotach rozpoznawczych, nalotach bombowych nad Wielką Brytanię oraz walkach powietrznych nad kanałem La Manche oraz Morzem Północnym. Pierwsze zwycięstwo powietrzne odniósł 17 lipca 1916 roku na samolocie Friedrichshafen FF33H nad francuską łodzią latającą. Trzecie i czwarte pilotując samolot Brandenburg LW. W jednostce odniósł 7 potwierdzonych i co najmniej dwa niepotwierdzone zwycięstwa powietrzne. W połowie 1917 roku został przydzielony do pierwszej morskiej eskadry myśliwskiej Marine Feldjagdstaffel Nr. I dowodzonej przez Gottharda Sachsenberga. W jednostce odniósł jedno zwycięstwo. Na jesieni 1917 roku powrócił do swojej macierzystej jednostki. 28 grudnia został śmiertelnie ranny w wyniku wypadku lotniczego. Zmarł 3 dni później w szpitalu w Lipsku.

## Odznaczenia
- Krzyż Żelazny I Klasy
- Krzyż Żelazny II Klasy